# Friværdi (album)
 For alternative betydninger, se Friværdi (flertydig). (Se også artikler, som begynder med Friværdi)
Friværdi fra 2005 er et album med den danske rockgruppe Magtens Korridorer og det album, der blev gruppens egentlige gennembrud. Der blev udsendt tre singler og dertilhørende videoer til tv- og radio-stationer, og de blev alle hits ("Sara har...","Picnic (på Kastellet)" og "Nordhavn Station"). "Lorteparforhold" blev albummets største hit.
Et år efter det oprindelige album var blevet udsendt, blev Friværdi Ny udgivet. Friværdi Ny indeholdt to nye sange ("Morgan" og en version af det gamle Kliché-nummer, "Militskvinder") og to liveindspilninger ("Picnic (på Kastellet)" og "Orla").

## Numre
1. "Vesterbro"
2. "Nordhavn Station"
3. "Lorteparforhold"
4. "Pisser på plakaten"
5. "Picnic (på Kastellet)"
6. "Sara har..."
7. "Tilt"
8. "Fnasksangen"
9. "Lørdag formiddag"
10. "Leila Khaled"
11. "Døden nær"

### Friværdi (Ny) bonusnumre
1. "Morgan"
2. "Militskvinder"
3. "Picnic (på Kastellet)" (live)
4. "Orla" (live)

## Musikvideoer
- "Nordhavn Station"
- "Picnic (på Kastellet)"

 Der er for få eller ingen kildehenvisninger i denne artikel, hvilket er et problem. Du kan hjælpe ved at angive troværdige kilder til de påstande, som fremføres i artiklen.